# Komtur
Komtur era un rang dintre de l'orde dels cavallers teutònics. El komtur exercia les tasques de comanador militar en una divisió administrativa de l'Estat monàstic dels Cavallers Teutònics denominada Kommende o Komturei. Un komtur recomanava als procuradors. Per aconseguir el seu rang havien de disposar d'un convent amb, almenys, dotze germans.
El Grosskomtur (Großkomtur o Gran comanador) era un dels rangs més alts, responsable de l'administració de l'orde. El Grosskomtur i d'altres quatre oficials formaven el consell del  Gran Mestre.